# Alaena ochroma
Alaena ochroma är en fjärilsart som beskrevs av Lajos Vári 1976. Alaena ochroma ingår i släktet Alaena och familjen juvelvingar. Inga underarter finns listade i Catalogue of Life.